# The House of the Dead 2
The House of the Dead 2 — відеогра жанру рейкового шутера, друга гра в серії The House of the Dead, розроблена Sega для аркадних автоматів в 1998 році і пізніше портована на Dreamcast і Microsoft Windows, а також на Xbox, як бонус до The House of the Dead III. Гра входить в компіляцію The House of the Dead 2&3 Return на Wii.
Сюжет пов'язаний з подіями, що сталися в The House of the Dead і відбувається в більшому масштабі. Тепер зомбі заполонили всю Венецію і агенти з організації AMS вирушають туди з'ясувати хто за цим стоїть.
У 2025 році вийшов її ремейк для Windows і Nintendo Switch.

## Ігровий процес

### Основи
The House of the Dead 2 є рейковим шутером, початково розробленим для аркадних автоматів з керуванням від світлового пістолета. В загальному ігровий процес залишився таким, як і в попередньої гри. Гравець так само знищує ворогів на екрані та рятує мирних жителів, слідуючи розгалуженою системою шляхів, що дозволяє по-різному дійти до тієї самої точки. Наприклад, врятувавши мирного жителя, який покаже безпечний шлях, чи знайшовши схований прохід. Крім бонусів життя і очок, які можна знайти на рівнях, з'явилися бонуси для проходження звичайного режиму, які можна використати потім.
Сцена зі спогадами про першу The House of the Dead у вступі до гри була записана з використанням рушія The House of the Dead 2.

### Зброя
В цій частині серії з'явилася, крім пістолета, альтернативна зброя, доступна в аркадному режимі. Зброя має активовувану в окремому пункті налаштувань функцію автоперезарядки, за якої магазин перезаряджається автоматично, коли спорожнений. Гравці отримали можливість вибору вигляду прицілу.
- Пістолет — основана універсальна зброя, має в магазині 6 набоїв. Зазвичай вимагається кілька пострів з пістолета, щоб знищити рядового ворога.
- Гранатомет — найпотужніша зброя в грі, проте має лише 3 набої в магазині, кожен постріл завдає багато ушкоджень окремій цілі.
- Дробовик — двоствольний дробовик, забійний, ефективний проти груп ворогів, однак лише на ближній дистанції та вимагає частої перезарядки.
- Автомат — скорострільний автомат, набої якого аналогічні пістолетним. Потребує частої перезарядки, як і дробовик.

### Режими
Аркадний
Аркадний режим є стандартним. У ньому немає бонусів. Пістолет кожного гравця має тільки 6 набоїв у магазині, іншої зброї не передбачено. Однак, на відміну від звичайної гри, гравець має можливість обирати кількість життів і продовжень.
Звичайний
Цей режим схожий на аркадний за винятком того, що дозволяє гравцеві взяти два бонуси перед початком гри. Є бонуси, які роблять гру легшою (більше продовжень, більше життів, інша зброя), збільшують рахунок (подвійні очки), або дозволяють грати за інших персонажів («костюми»). Ці бонуси можуть бути зібрані протягом гри в звичайному режимі пострілами по бочках, ящиках і сховках.
Тренування
Режим тренування складається з 10-и етапів, які показують різні ситуації, що повинні бути швидко вирішені. Наприклад, врятувати всіх людей за відведений час, чи знищити всіх зомбі. Кожен етап має різні рівні складності.
Битви з босами
Цей режим дозволяє битися виключно з босами, зустрінутими протягом гри. Якщо бос зустрічається на двох аренах (як Башта, битва з яким відбувається, залежно від обраного шляху, або у воді, або на піску), потрібно перемогти його на обох.

## Сюжет

### Зав'язка
Події гри починаються 26 лютого 2000 року, через чотирнадцять місяців після інциденту в особняку доктора К'юрена. З Венеції надходять повідомлення про дивні події, до того ж там зник агент AMS, G. Агенти Джеймс Тейлор і Гері Стюарт відправляються разом з Емі Кристал і Гаррі Гаррісом дізнатися, що там відбувається. Дорогою вони бачать, що Венецію заповнили зомбі.

### Етапи
1. Прелюдія (англ. A Prelude) — автомобіль агентів зупиняє Повішений, який говорить, що це тільки початок і наказує зомбі схопити агентів, а сам тим часом тікає. Знайшовши G живим, але пораненим, Джеймс і Гері отримують від нього книгу з записами про босів і їхні вразливі місця. Джеймс з Гері просуваються містом, знищуючи зомбі та рятуючи вцілілих жителів, поки не виходять на площу, де їх вже чекає Повішений і Суд, безголовий велетень з сокирою на ім'я Куарл, які разом є першим босом гри. Після перемоги, вони проходять містом і зустрічаються з Емі і Гаррі, з якими попередньо домовилися об'єднатися на мосту (або пристані, залежно від дій гравця).
2. Каламуть (англ. Muddy) — пройшовши крізь нетрі й канали, агенти опиняються на мосту чи площі, де їх атакує Ієрофант, людиноподібна амфібія, яка повеліває хижими рибами. Джеймс, Гері, Емі і Гаррі, після вбивства чудовиська, вже разом продовжують свій шлях на катері.
3. Темрява (англ. Darkness) — агенти розуміють, що зомбі були створені Калебом Голдменом, людиною, яка фінансувала доктора К'юрена. Голдмен залишає повідомлення на телефоні Емі, запрошуючи агентів на зустріч в Колізеї. Побоюючись, що це пастка, група все ж вирушає туди. Джеймс і Гері знову йдуть власним шляхом, і спускаються в підземелля, де б'ються з багатоголовим змієм, відомим як Башта. Після цього вони отримують телефонний дзвінок про допомогу від Емі, який раптово переривається.
4. Відчай (англ. Despair) — діставшись вулицями міста до Колізею, агенти знаходять Емі і пораненого Гаррі в клітці, поряд з велетенським зомбі з бензопилою на ім'я Сила. Він переслідує Джеймса й Гері по Колізею, який перетворюється на лабіринт. Після того як вони вбивають чудовисько, Емі залишається з пораненим Гаррі.
5. Світанок (англ. Dawn) — дорога лежить до штаб-квартири Голдмена в хмарочосі, який охороняють зомбі-кіборги, а також нові Суд та Ієрофант. Біля самого хмарочоса з'являється Маг, воскрешений Голдменом, але той готується випустити іще сильніше чудовисько, Імператора.
6. Першородний гріх (англ. Original Sin) — на даху хмарочоса відбувається битва з Імператором, котрий виявляється не таким сильним, як сподівався Голдмен. Він змінює різні форми, перетворюючись на переможених раніше босів, але врешті гине від куль агентів AMS. Щоб уникнути арешту, Голдмен здійснює самогубство, кинувшись з даху.

### Закінчення
- Хороше закінчення — Джеймс і Гері біля виходу з хмарочоса зустрічають Томаса Рогана, головного героя з першої гри, який говорить їм, що з G і Гаррі все гаразд, але потрібно готуватися до наступного бою. Відкривається, якщо набрати 80000 очок.
- Нормальне закінчення — Джеймс і Гері покидають будівлю, перед входом стоять G, Емі і Гаррі, а також багато врятованих ними містян, які дякують їм за допомогу. Відкривається, якщо набрати менше за 80000 очок і використати менше, ніж 10 продовжень.
- Погане закінення — Джеймс і Гері стикаються біля виходу з Голдменом, який перетворився на зомбі. Екран стає білим і лунає постріл. Відкривається, якщо набрати менше за 80000 очок і використати 10 продовжень.

## Персонажі
- Джеймс Тейлор (англ. James Taylor): агент AMS, посланий для розслідування дивних подій у Венеції.
- Гері Стюарт (англ. Gary Stewart): агент AMS, напарник Джеймса.
- Калеб Голдмен (англ. Caleb Goldman): генеральний директор DBR Corporation та експерт з теорії генома, який фінансував експерименти К'юрена. Наповнив Венецію зомбі з метою «відновити баланс в природі».
- Емі Кристал (англ. Amy Crystal): агент AMS, послана евакуювати населення.
- Гаррі Гарріс (англ. Harry Harris): інший агент AMS, посланий, щоб допомогти Емі.
- Агент «G»: агент AMS, відомий з попередньої гри, якого Джеймс і Гері розшукують на початку.
- Томас Роган: ще один агент AMS з попередньої гри. Зустрічається тільки в хорошому закінченні.

## The Typing of the Dead
WOW Entertainment розробила модифікацію для The House of the Dead 2 під назвою The Typing of the Dead, своєрідний клавіатурний тренажер, де стрілянина здійснюється шляхом вчасного і правильного набору показаних на екрані слів.